# 氨苄西林
氨苄西林（英語：Ampicillin）是一種抗生素，屬於青黴素家族的氨基青黴素類，用於預防和治療多種細菌感染，如呼吸道感染、泌尿道感染、腦膜炎、沙門氏菌感染症和心內膜炎。它也用於預防新生兒B型鏈球菌感染。給藥方式有口服、肌肉注射或是靜脈輸注。
使用後常見的副作有皮疹、噁心和腹瀉。對青黴素過敏的人不宜使用。嚴重的副作用有艱難你梭菌結腸炎或過敏性休克。雖然有腎臟問題的個體可使用，但可能需要減少劑量。個體在懷孕期間使用對於胎兒，和在母乳哺育期間對於嬰兒似乎無安全的問題。
氨芐西林於1958年被發現，並於1961年進入醫療用途。它已被列入世界衛生組織基本藥物標準清單之中。]世界衛生組織（WHO）將此藥物列為對人類醫學非常重要的一種。市面上已有其通用名藥物流通。

## 醫療用途

### 適用疾病
- 細菌性腦膜炎；可添加氨基糖苷類抗生素以提高治療革蘭氏陰性腦膜炎細菌的功效[12]
- 腸球菌菌株引起的心內膜炎（仿單標示外使用），通常與氨基糖苷類抗生素一起使用[13]
- 由受污染（如沙門氏菌屬）的水或食物引起的消化道感染[12]
- 泌尿生殖系統感染[12]
- 與使用導尿導管有關，且對其他藥物無反應的相關感染[14]
- 中耳炎
- 對先前患有風濕性心臟病，或正在接受牙科手術、陰道子宮切除術或剖腹產的個體進行預防感染。[6]它也用於B型鏈球菌攜帶者的孕婦，以預防早發性新生兒感染。[6]
- 呼吸道感染，包括支氣管炎、咽炎[6]
- 鼻竇炎
- 敗血症[15]
- 對百日咳作預防，及治療其繼發性感染[6]

氨苄西林曾在過去用於治療淋病，但現在因存在太多對青黴素具抗藥性的菌株，而必須改用別的藥物治療。

### 針對的細菌類
氨芐西林用於治療許多革蘭氏陽性菌和革蘭氏陰性菌的感染。它是第一種對革蘭氏陽性菌具有治療活性的"廣譜"青黴素，包括肺炎鏈球菌、化膿性鏈球菌、金黃色葡萄球菌的一些分離株（但不包括青黴素抗藥性或耐甲氧西林金黃色葡萄球菌菌株）、釀膿特呂佩爾氏菌和一些腸球菌。它是少數能對多重抗藥性糞腸球菌和屎腸球菌具活性的抗生素之一。此藥物對革蘭氏陰性菌（如腦膜炎雙球菌、一些流感嗜血桿菌和一些腸桿菌科細菌（雖然大多數腸桿菌科細菌和假單胞菌屬具有抗藥性））具治療活性。氨苄西林可與舒巴坦聯合使用，舒巴坦是一種抑制β-內醯胺酶（此種酶由細菌產生，可滅活氨芐西林和相關抗生素）藥物，氨苄西林的活性譜因此得以增強。氨苄西林有時也與其他具有不同作用機制的抗生素（如萬古黴素、利奈唑胺、達托黴素和替加環素）合併使用。

### 配方形式
氨芐西林的攝取方式有口服、肌肉注射或靜脈輸注。口服形式為膠囊或懸浮液，並非用作嚴重感染的初始治療，而是作為肌肉注射或靜脈輸注的後續治療之用。對於靜脈輸注和肌肉注射，氨苄西林是以粉末形式存在，須加上溶劑配製後使用。
靜脈輸注必須緩慢執行，進行太快可能會導致癲癇發作。

### 特定群體
氨芐西林是個體於懷孕期間最常使用的藥物之一，美國食品藥物管理局（FDA）將其歸為B類，澳洲治療用品管理局將其歸為A類，表示兩者認為此藥物通常對於胎兒無害。它是治療孕婦李斯特菌感染的首選藥物，可單獨使用或與氨基糖苷類抗生素合併使用。懷孕會讓人體對芐西林的清除率增加高達50%，因此需要用到更高的劑量才能達到治療目的。
氨芐西林會穿過胎盤並以母體血漿濃度的50-100%保留在羊水中，可能會導致新生兒體內的氨芐西林濃度較高。
雖然哺乳母親會分泌一些氨芐西林進入乳汁中，但份量很少。
新生兒體內的氨芐西林生物半衰期較長，血漿蛋白結合較低。由於新生兒的腎功能尚未完全發育，腎臟的清除率也較低。

## 禁忌症
氨苄西林對青黴素過敏的人會引發致命的過敏性休克，因此禁用。過敏反應包含有頻繁的皮疹和蕁麻疹、剝脫性皮膚炎、多形紅斑以及紅血球和白血球暫時減少。
不建議對併發傳染性單核白血球增多症的患者使用氨芐西林，因為超過40%的使用者會出現皮疹。

## 副作用
氨芐西林的毒性較其他抗生素相對較少，對青黴素敏感以及有氣喘或過敏史的人更易出現副作用。它在極少數情況下也會引起嚴重的副作用，例如血管性水腫、過敏反應和艱難擬梭菌感染（範圍從輕度腹瀉到嚴重的假膜性結腸炎）。有些人會發展出黑色"毛茸狀"舌頭。嚴重的不良反應還有癲癇發作和血清病。在約10%使用者身上最常出現的副作用是腹瀉和皮疹。較不常見的有噁心、嘔吐、搔癢和血液病。口服氨苄西林後較常見的消化道反應有毛茸狀舌頭、噁心、嘔吐、腹瀉和結腸炎。另有其他病症可能會在治療結束後幾週才出現。

### 過量
攝入過量氨芐西林可導致行為改變、意識混亂、昏厥和抽搐，以及神經肌肉過敏、電解質不平衡和腎衰竭。

## 與其他藥物交互作用
氨芐西林會與丙磺舒和胺甲蝶呤發生反應，降低腎臟的排泄。高劑量氨芐西林與華法林和其他口服抗凝劑同時使用可能會增加出血風險（可能是透過抑制血小板凝結的緣故）。據說氨芐西林會降低口服避孕藥的效果，但此點一直存在爭議。其他抗生素如氯黴素、紅黴素、頭孢菌素和四環素類抗生素可能會降低氨苄西林療效。例如四環素類抗生素會抑制細菌中蛋白質合成，導致氨芐西林的作用標靶減少。如果它與氨基糖苷類抗生素同時服用，會發生兩者結合，讓氨苄西林失去活性。分開給藥時，氨基糖苷類抗生素和氨芐西林反可發生相互增強的作用。
氨芐西林與別嘌呤醇一起服用時更易引起皮疹。
霍亂活疫苗和傷寒活疫苗與氨苄西林一起使用均會失效。氨芐西林通常用於治療霍亂和傷寒，但會抑制身體產生免疫反應的能力。

## 藥理學

### 作用機制
氨芐西林屬於青黴素類中的Β-內醯胺抗生素，是氨基青黴素類家族的一份子。其活性大致相當於阿莫西林。氨苄西林能夠穿透革蘭氏陽性菌和一些革蘭氏陰性菌的外膜。它與苄青黴素的不同之處僅在擁有氨基。氨芐西林和阿莫西林上都有此氨基，有助此類抗生素能穿過革蘭氏陰性菌（例如大腸桿菌、奇異變形桿菌、腸道沙門氏菌和志賀氏菌屬）的外膜孔。
氨苄西林是轉肽酶的不可逆抑制劑，而細菌需要轉肽酶來製造細胞壁。它會抑制二元分裂中細菌細胞壁合成的第三階段和最後階段，最終導致細胞裂解，氨芐西林因而具有溶菌的效力。

### 藥物動力學
氨芐西林在個體的消化道中吸收良好（但有食物時會降低其吸收），並在一到兩個小時內達到最大血藥濃度。經由胃腸外途徑攝取的生物利用度約為62%。氨芐西林的血漿蛋白結合度僅有15-20%，與其他青黴素通常的60-90%血漿蛋白結合度不同。
氨芐西林會擴散到大多數組織中，但主要是集中在肝臟和腎臟。當腦膜發炎（例如腦膜炎）時，也會在腦脊液中出現。有些氨芐西林會被β-內醯胺環水解為青黴烯酸，而後代謝，但大部分會以原形排出體外。在腎臟中，它主要透過腎小管過濾，有的還經腎絲球濾過，其餘隨糞便和膽汁排出。
海他西林和匹氨西林是開發用於提高生物利用率的氨苄西林酯類 。

## 歷史
氨芐西林自1961年起已被廣泛用於治療細菌感染。在英國藥業Beecham Group推出氨芐西林之前，青黴素療法僅對葡萄球菌和鏈球菌等革蘭氏陽性菌有效。氨芐西林（最初品牌為"Penbritin"）也展現對革蘭氏陰性菌（例如流感嗜血桿菌、大腸桿菌群和變形桿菌屬）的活性。

## 社會與文化

### 經濟學
氨芐西林的售價相對便宜。在美國有其通用名藥物流通。

## 獸醫用途
在獸醫學中，氨芐西林可用於貓、狗和農場動物，治療下列感染：
- 肛門腺感染
- 皮膚感染，如膿瘍、蜂窩性組織炎和膿皰性皮膚炎
- 家牛、綿羊和山羊的大腸桿菌和沙門氏菌感染（口服形式）。因細菌抗藥性增加，用於此目的的氨芐西林數量已有減少。[37]
- 母豬的乳腺炎[40]
- 需氧-厭氧菌類混合感染，例如貓咬傷[37]
- 多重抗藥性糞腸球菌和屎腸球菌感染[16]
- 預防家禽的沙門氏菌、大腸桿菌或金黃色葡萄球菌導致的敗血症[37]
- 呼吸道感染，包括扁桃腺炎、牛呼吸道疾病（英语：Bovine respiratory disease）、運輸熱（英语：Shipping fever）、支氣管肺炎、小牛及牛肺炎
- 狗的泌尿道感染

通常不會使用口服氨芐西林治療馬的疾病，因為其β-內酰胺的生物利用度較低。
藥物在動物體內的生物半衰期與人類的大致相同（僅一個多小時）。貓和狗的口服劑生物利用度低於50%，馬的口服劑生物利用度低於4%。

## 外部連結
- GB patent 902703,Frank Peter Doyle, John Herbert Charles Nayler, Harry Smith,「Penicillins」,发表于1962-08-09,指定于Beecham Research Laboratories Ltd[]
- US patent 2985648,Frank Peter Doyle, John Herbert Charles Nayler, Harry Smith,「Alpha-aminobenzylpenicillins」,发表于1961-05-23,发行于1961-05-23[]
- US patent 3157640,David A Johnson & Glenn A Hardcastle Jr,「D-(-)-alpha-aminobenzylpenicillin trihydrate」,发表于1964-11-17,发行于1964-11-17,指定于Bristol Myers Co[]